# Revanche
Revanche is een actie waarbij een eerdere negatieve ervaring wordt gecompenseerd door genoegdoening of wraak. Het woord is afgeleid van het Franse werkwoord revancher.
In het geval van competitieve spelletjes kan een verliezer de winnaar vragen om een revanche, in andere woorden een herkansing om misschien alsnog te winnen. In dit geval heeft revanche niet de negatieve connotatie die het woord wraak wel heeft. Dat tweede spel wordt dan revanchepartij of revanchematch genoemd.
Op internationale schaal heeft revanche, in de betekenis van genoegdoening eisen, soms het karakter van politiek revisionisme.